# Heradida xerampelina
Heradida xerampelina là một loài nhện trong họ Zodariidae.
Loài này thuộc chi Heradida. Heradida xerampelina được Pierre L. G. Benoit miêu tả năm 1974.